# Симеон Кавракиров
Симеон Христов Кавракиров с псевдоним Павел е политически деец, член на Българската комунистическа партия и Вътрешната македонска революционна организация (обединена).

## Биография
Симеон Кавракиров е роден на 16 ноември 1898 година в Солун, тогава в Османската империя, в семейството на Христо и Велика Кавракирови. Баща му е деец на ВМОРО, както и по-големите му братя Пенчо и Яким. Сестра му Елена Кавракирова е учителка в Кукуш и също така деятелка на ВМОРО, а другата му сестра Мария (около 1882 - 1971) е женена за доктор Константин Станишев. Започва образованието си в родния град. След Междусъюзническата война семейството се изселва в България.
През 1917 година заминава за фронта и участва в Първата световна война с опълченски полк от Българската армия. В 1919 година започва да учи право в Софийския университет. Симеон Кавракиров е разполагал със стая в жилището на зет си д-р Константин Станишев на ъгъла „Граф Игнатиев“ и „Мальовица“. През 1920 година става член на БКП и Емигрантския комунистически съюз. В 1921 година, докато учи, става тютюноработник, но е изгонен след организиране на стачка. Става член на хора при Софийската народна опера.
От 1924 година е в Пловдив, където е член на Градския комитет на БКП и на окръжното ръководство на Военната организация на БКП, като е ръководител на Пещерския военен окръг. След атентата в „Света Неделя“, през май 1925 година е арестуван и осъден на година и половина затвор. Амнистиран е в началото на 1926 година и отново постъпва като хорист в Операта.
По решение на БКП се присъединява към ВМРО (обединена) и от 1928 година е политически секретар на Областния комитет на организацията за България. От 1929 година ръководи Третата революционна област (Пиринска Македония), където през 1931 година под псевдонима Павел организира групи на ВМРО (обединена). През 1931 година вербува Михаил Сматракалев към ВМРО (обединена). През есента на 1931 година използва пребиваването в София на разложкия учител Атанас Попадиин, а след това на Прифан Тумбев, делегат на конгреса на читалищата в България, за да даде указания за изграждане на околийски разложки комитет на ВМРО (обединена), в който влизат Атанас Тумбев Пражаров, Прифан Тумбев и Атанас Попадиин.
На 8 юни 1932 година е отвлечен от група на ВМРО по заповед на Иван Михайлов с цел разкриване на тайните мрежи на комунистическите организации. След Деветнадесетомайския преврат Симеон Кавракиров е убит на 14 юни 1934 година в местността Семково в Рила от Лазар Кльонков при опит да избяга.
Трагичното събитие е описано в изследването на Димитър Тюлеков по следния начин:
| „ | Четническият бивак е открит на 13 юни вечерта. На следващия ден в 3. 30 часа в м. Динков дол над с. Белица преследваните комити са обкръжени. Оказва се, че жертва на последвалото единствено въоръжено стълкновение в обсадения окръг става С. Кавракиров, отвлеченият преди две години секретар на ВМРО (об)... Според версията на военните, в отговор на предупреждението им войводата нарежда „никой да не се предава“. Потвърждавайки намерението си, той започва да стреля срещу неочакваните нападатели. Тогава е открит огън, „като всички бясно“ се нахвърлят върху четниците. Началникът на патрула Софрони Тошев Дурев, кандидат-подофицер от с. Г. Драглище, убива войводата и за това си деяние е награден от военния министър със сребърен часовник, а убиецът на останалите две жертви е кандидат-подофицерът Славе Г. Петкин, от 2 ескадрон на 3 конен полк, касапин, роден в с. Ветрен, Пазарджишко. Едва на 24 юни 1934 г. военните власти предприемат освобождаването на С. Кавракиров при залавянето на неговите похитители, без да знаят, че преди 10 дни техен подчинен е убил „издирваното лице“. От състава на четата са заловени 5 души. Вероятно в края на юни са установени и имената на убитите: Георги Христов Доганджиев (Гьоше) от с. Долно Трогерци, Щипско, Андон Василев от с. Моносопитово, Струмишко и С. Кавракиров от гр. Солун. Идеолозите на новата власт успяват да прикрият истината за трагичния инцидент като стоварват вината за убийството на С. Кавракиров върху войводата Г. Христов. | “ |

Погребан е в Централните софийски гробища.
През 1951 година петричкото село Орман е прекръстено на Кавракирово.

## Родословие
|  |  |  |  |  |  |  |  |  |  |  |  |  |  |  |  |                                    |                                    |                                    |                                    |                                    |                                    |  |  |                                  |                                  |                                  |                                  | Христо Кавракиров                | Христо Кавракиров                | Христо Кавракиров | Христо Кавракиров | Христо Кавракиров                     | Христо Кавракиров                     |                                       |                                       | Велика                                | Велика                                | Велика | Велика | Велика                            | Велика                            |                                   |                                   |                                   |                                   |  |  |                                 |                                 |                                 |                                 |                                 |                                 |  |  |                                 |                                 |                                 |                                 |                                 |                                 |  |  |
|  |  |  |  |  |  |  |  |  |  |  |  |  |  |  |  |                                    |                                    |                                    |                                    |                                    |                                    |  |  |                                  |                                  |                                  |                                  | Христо Кавракиров                | Христо Кавракиров                | Христо Кавракиров | Христо Кавракиров | Христо Кавракиров                     | Христо Кавракиров                     |                                       |                                       | Велика                                | Велика                                | Велика | Велика | Велика                            | Велика                            |                                   |                                   |                                   |                                   |  |  |                                 |                                 |                                 |                                 |                                 |                                 |  |  |                                 |                                 |                                 |                                 |                                 |                                 |  |  |
|  |  |  |  |  |  |  |  |  |  |  |  |  |  |  |  |                                    |                                    |                                    |                                    |                                    |                                    |  |  |                                  |                                  |                                  |                                  |                                  |                                  |                   |                   |                                       |                                       |                                       |                                       |                                       |                                       |        |        |                                   |                                   |                                   |                                   |                                   |                                   |  |  |                                 |                                 |                                 |                                 |                                 |                                 |  |  |                                 |                                 |                                 |                                 |                                 |                                 |  |  |
|  |  |  |  |  |  |  |  |  |  |  |  |  |  |  |  |                                    |                                    |                                    |                                    |                                    |                                    |  |  |                                  |                                  |                                  |                                  |                                  |                                  |                   |                   |                                       |                                       |                                       |                                       |                                       |                                       |        |        |                                   |                                   |                                   |                                   |                                   |                                   |  |  |                                 |                                 |                                 |                                 |                                 |                                 |  |  |                                 |                                 |                                 |                                 |                                 |                                 |  |  |
|  |  |  |  |  |  |  |  |  |  |  |  |  |  |  |  | Яким Кавракиров (1884 – ?)         | Яким Кавракиров (1884 – ?)         | Яким Кавракиров (1884 – ?)         | Яким Кавракиров (1884 – ?)         | Яким Кавракиров (1884 – ?)         | Яким Кавракиров (1884 – ?)         |  |  | Пенчо Кавракиров                 | Пенчо Кавракиров                 | Пенчо Кавракиров                 | Пенчо Кавракиров                 | Пенчо Кавракиров                 | Пенчо Кавракиров                 |                   |                   | Мария Кавракирова (около 1882 – 1971) | Мария Кавракирова (около 1882 – 1971) | Мария Кавракирова (около 1882 – 1971) | Мария Кавракирова (около 1882 – 1971) | Мария Кавракирова (около 1882 – 1971) | Мария Кавракирова (около 1882 – 1971) |        |        | Константин Станишев (1877 – 1957) | Константин Станишев (1877 – 1957) | Константин Станишев (1877 – 1957) | Константин Станишев (1877 – 1957) | Константин Станишев (1877 – 1957) | Константин Станишев (1877 – 1957) |  |  | Елена Кавракирова (1891 – 1972) | Елена Кавракирова (1891 – 1972) | Елена Кавракирова (1891 – 1972) | Елена Кавракирова (1891 – 1972) | Елена Кавракирова (1891 – 1972) | Елена Кавракирова (1891 – 1972) |  |  | Симеон Кавракиров (1898 – 1934) | Симеон Кавракиров (1898 – 1934) | Симеон Кавракиров (1898 – 1934) | Симеон Кавракиров (1898 – 1934) | Симеон Кавракиров (1898 – 1934) | Симеон Кавракиров (1898 – 1934) |  |  |
|  |  |  |  |  |  |  |  |  |  |  |  |  |  |  |  | Яким Кавракиров (1884 – ?)         | Яким Кавракиров (1884 – ?)         | Яким Кавракиров (1884 – ?)         | Яким Кавракиров (1884 – ?)         | Яким Кавракиров (1884 – ?)         | Яким Кавракиров (1884 – ?)         |  |  | Пенчо Кавракиров                 | Пенчо Кавракиров                 | Пенчо Кавракиров                 | Пенчо Кавракиров                 | Пенчо Кавракиров                 | Пенчо Кавракиров                 |                   |                   | Мария Кавракирова (около 1882 – 1971) | Мария Кавракирова (около 1882 – 1971) | Мария Кавракирова (около 1882 – 1971) | Мария Кавракирова (около 1882 – 1971) | Мария Кавракирова (около 1882 – 1971) | Мария Кавракирова (около 1882 – 1971) |        |        | Константин Станишев (1877 – 1957) | Константин Станишев (1877 – 1957) | Константин Станишев (1877 – 1957) | Константин Станишев (1877 – 1957) | Константин Станишев (1877 – 1957) | Константин Станишев (1877 – 1957) |  |  | Елена Кавракирова (1891 – 1972) | Елена Кавракирова (1891 – 1972) | Елена Кавракирова (1891 – 1972) | Елена Кавракирова (1891 – 1972) | Елена Кавракирова (1891 – 1972) | Елена Кавракирова (1891 – 1972) |  |  | Симеон Кавракиров (1898 – 1934) | Симеон Кавракиров (1898 – 1934) | Симеон Кавракиров (1898 – 1934) | Симеон Кавракиров (1898 – 1934) | Симеон Кавракиров (1898 – 1934) | Симеон Кавракиров (1898 – 1934) |  |  |
|  |  |  |  |  |  |  |  |  |  |  |  |  |  |  |  |                                    |                                    |                                    |                                    |                                    |                                    |  |  |                                  |                                  |                                  |                                  |                                  |                                  |                   |                   |                                       |                                       |                                       |                                       |                                       |                                       |        |        |                                   |                                   |                                   |                                   |                                   |                                   |  |  |                                 |                                 |                                 |                                 |                                 |                                 |  |  |                                 |                                 |                                 |                                 |                                 |                                 |  |  |
|  |  |  |  |  |  |  |  |  |  |  |  |  |  |  |  |                                    |                                    |                                    |                                    |                                    |                                    |  |  |                                  |                                  |                                  |                                  |                                  |                                  |                   |                   |                                       |                                       |                                       |                                       |                                       |                                       |        |        |                                   |                                   |                                   |                                   |                                   |                                   |  |  |                                 |                                 |                                 |                                 |                                 |                                 |  |  |                                 |                                 |                                 |                                 |                                 |                                 |  |  |
|  |  |  |  |  |  |  |  |  |  |  |  |  |  |  |  | Венцислав Кавракиров (1917 – 2009) | Венцислав Кавракиров (1917 – 2009) | Венцислав Кавракиров (1917 – 2009) | Венцислав Кавракиров (1917 – 2009) | Венцислав Кавракиров (1917 – 2009) | Венцислав Кавракиров (1917 – 2009) |  |  | Константин Йосифов (1893 – 1977) | Константин Йосифов (1893 – 1977) | Константин Йосифов (1893 – 1977) | Константин Йосифов (1893 – 1977) | Константин Йосифов (1893 – 1977) | Константин Йосифов (1893 – 1977) |                   |                   | Радка Йосифова (1908 – 2012)          | Радка Йосифова (1908 – 2012)          | Радка Йосифова (1908 – 2012)          | Радка Йосифова (1908 – 2012)          | Радка Йосифова (1908 – 2012)          | Радка Йосифова (1908 – 2012)          |        |        | Димитър Станишев (1906 – 1995)    | Димитър Станишев (1906 – 1995)    | Димитър Станишев (1906 – 1995)    | Димитър Станишев (1906 – 1995)    | Димитър Станишев (1906 – 1995)    | Димитър Станишев (1906 – 1995)    |  |  |                                 |                                 |                                 |                                 |                                 |                                 |  |  |                                 |                                 |                                 |                                 |                                 |                                 |  |  |
|  |  |  |  |  |  |  |  |  |  |  |  |  |  |  |  | Венцислав Кавракиров (1917 – 2009) | Венцислав Кавракиров (1917 – 2009) | Венцислав Кавракиров (1917 – 2009) | Венцислав Кавракиров (1917 – 2009) | Венцислав Кавракиров (1917 – 2009) | Венцислав Кавракиров (1917 – 2009) |  |  | Константин Йосифов (1893 – 1977) | Константин Йосифов (1893 – 1977) | Константин Йосифов (1893 – 1977) | Константин Йосифов (1893 – 1977) | Константин Йосифов (1893 – 1977) | Константин Йосифов (1893 – 1977) |                   |                   | Радка Йосифова (1908 – 2012)          | Радка Йосифова (1908 – 2012)          | Радка Йосифова (1908 – 2012)          | Радка Йосифова (1908 – 2012)          | Радка Йосифова (1908 – 2012)          | Радка Йосифова (1908 – 2012)          |        |        | Димитър Станишев (1906 – 1995)    | Димитър Станишев (1906 – 1995)    | Димитър Станишев (1906 – 1995)    | Димитър Станишев (1906 – 1995)    | Димитър Станишев (1906 – 1995)    | Димитър Станишев (1906 – 1995)    |  |  |                                 |                                 |                                 |                                 |                                 |                                 |  |  |                                 |                                 |                                 |                                 |                                 |                                 |  |  |